# 시로네
시로네(Sirone)는 이탈리아 롬바르디아주 레코도의 코무네이다. 밀라노에서 북동쪽으로 약 35킬로미터 지점, 레코현 레코에서 남서쪽으로 약 11킬로미터 지점에 위치해 있다. 2004년 12월 31일 기준으로 이 지역의 인구 수는 2,270명이며 면적은 3.2 제곱 킬로미터이다.